# Homefront
Homefront es un videojuego de disparos en primera persona desarrollado por Kaos Studios y publicado por THQ, el jugador interpreta el rol de un miembro de un movimiento de resistencia que lucha contra la ocupación militar coreana de los Estados Unidos. La historia fue escrita por John Milius, que coescribió Apocalypse Now y escribió y dirigió Amanecer rojo. Fue lanzado para Microsoft Windows, PlayStation 3 y Xbox 360, y también por medio de OnLive el 15 de marzo de 2011 en América del Norte, 17 de marzo de 2011 en Australia, 18 de marzo de 2011 en Europa, y 14 de abril de 2011 en Japón. Su lema es: "Home is where the war is" (En español "El hogar es donde esta la guerra").

## Argumento
En 2013, un año después de la sucesión de Kim Jong-il, el líder norcoreano Kim Jong-un unifica a Corea del Norte y del Sur para formar la Gran República de Corea. La influencia de China y la caída de Estados Unidos por el estancamiento económico y una guerra entre Irán y Arabia Saudita interrumpe el suministro de petróleo del Medio Oriente. Mientras Estados Unidos retira las tropas en el extranjero para hacer frente a la inestabilidad interna, incluyendo el debate de la secesión de Texas y un brote de gripe aviar conocida como Tos de Knoxville, la Gran República de Corea anexa Japón y varios países del sudeste asiático. Para el año 2022, en Estados Unidos comienza una caída económica. Finalmente, en 2025, un satélite, lanzado bajo un supuesto programa para reemplazar el sistema de posicionamiento global que estaba en decadencia, detona un pulso electromagnético nuclear sobre el territorio continental de Estados Unidos. La destrucción de la electrónica en todo el país es seguida por desembarcos de tropas en Hawái y San Francisco, el descenso de paracaidistas en todo el Medio Oeste, y la irradiación del río Misisipi para dividir a los Estados Unidos. El ejército estadounidense sigue estando formado por grupos de soldados aislados y dispersos.
El protagonista es Robert Jacobs, un antiguo piloto de helicóptero del Cuerpo de Marines, quien se despierta en su improvisada casa en Montrose, Colorado, y es enviado a un campo de reeducación en Alaska por no responder a los proyectos ordenados por las fuerzas de ocupación. Sin embargo, el viaje de Jacobs se ve interrumpido cuando el autobús es emboscado por los combatientes de la resistencia estadounidense Connor Morgan y Rianna. Jacobs es llevado a Oasis, un escondite de la resistencia, liderada por el policía local del estado, Boone Karlson. Boone, Connor y Rianna son conscientes de que Jacobs es un piloto y es reclutado para ayudar a recuperar el combustible para los militares estadounidenses en San Francisco. Boone inicia la operación con el mismo, Jacobs, Connor, Rianna y Hopper, un experto técnico coreano-estadounidense.
Planean robar varias balizas de seguimiento en una escuela utilizada como un campo de concentración en contacto con un hombre llamado Arnie. Sin embargo, Arnie traiciona al equipo para proteger a sus hijos, lo que obligó al equipo a matar al contacto y eliminar todas las fuerzas en el campo. Descubren una fosa común y se salvan de los refuerzos coreanos al esconderse entre los cadáveres. Poco después Jacobs, Connor y Rianna tienen éxito en la localización de los camiones, Connor y el equipo regresa a Oasis solo para encontrar que Boone y todos los habitantes de la base de la Resistencia han sido asesinados por las tropas coreanas. Escapan con otros combatientes de la resistencia de Colorado rompiendo la muralla de la fortaleza utilizada para mantener a las personas atrapadas en la ciudad por la destrucción de ellos.
Jacobs, Connor, Rianna y Hopper logran escapar de las fuerzas coreanas con la información sobre un helicóptero que se pueden utilizar en la operación se encuentra en una base de supervivencia en Utah. El equipo se infiltra en la base y se las arregla para robar el helicóptero, persiguiendo el convoy de combustible cerca de California. Con el convoy secuestrado y con el apoyo aéreo de Jacobs, el equipo continúa su viaje a San Francisco, donde entregan su combustible para ayudar a los militares estadounidenses.
A medida que el equipo avanzan entre el cierre militar en San Francisco a través del puente Golden Gate, se encuentran con una fuerte resistencia coreana y tienen muchas bajas, pero tienen éxito en la toma de la mayor parte de la ciudad. Casi al otro lado del puente, el equipo indefenso se encuentra con un gran convoy coreano tratando de empujar a los combatientes de la resistencia y militares estadounidenses. Superados en número, sin otra opción, Connor avanza hacia el convoy con una bengala y da las órdenes de un ataque aéreo exitoso, sacrificándose en el proceso para que el resto de fuerzas pudieran continuar en la toma del puente. La noticia de la operación es informada por la prensa británica, que los combatientes de las resistencias de Estados Unidos se unen a las fuerzas militares estadounidenses. El ataque ofensivo de San Francisco ha demostrado ser un punto de inflexión por las fuerzas estadounidenses contra la ocupación de Corea, la Unión Europea solicita una reunión de emergencia para ayudar a los estadounidenses.

## Sistema de juego

### Un jugador
Homefront ha sido completamente rediseñado desde sus orígenes en Frontlines: Fuel of War, centrándose en ser más cinematográfico.
David Votypka, el director de diseño de Homefront, declaró en una entrevista con G4TV que el juego se basa en la táctica de guerrillas, inspirado en Half-Life 2. La misma entrevista también contiene información que indica que uno de los hechos importantes en relación con su entorno es que se construyen para tratar de establecer una conexión con el usuario mediante el uso de empresas de bienes y marcas. La campaña dura horas 5.10 de largo dependiendo de la experiencia.

### Multijugador
El componente multijugador de Homefront se centra en los vehículos de combate a gran escala basado en el primer título Frontlines: Fuel of War. La innovación que define el modo multijugador Homefront es su sistema de puntos de combate, que permite a un jugador para comprar armas, equipo y vehículos. Los jugadores ganan puntos por tomar y conseguir los objetivos de matar y pueden elegir entre las muchas compras pequeñas como armas, o de mayores gastos como helicópteros y tanques. Se ha confirmado que el modo multijugador soportará hasta 32 jugadores en una partida, con 16 jugadores en cada equipo. Según los rumores, habrá siete mapas para el PS3 y PC, y habrá 8 mapas para la Xbox 360. Nada ha sido confirmado. Homefront en Xbox 360 va a obtener un mapa limitado exclusivo llamado "Suburbios", que se encuentra en los suburbios de América.
Cuando el juego fue lanzado, los servidores multijugador en línea fueron sobrecargados, y juego en línea tuvo que ser apagado. Los usuarios sólo se les permitía jugar partidas privadas.

## Armamento
- Pistolas: Beretta M9

- Subfusiles: TDI Vector

- Rifle de asalto: SG 553, AK-103, Carabina M4, FN SCAR, M16, Bushmaster ACR

- Ametralladora ligera: M249, FN SCAR

- Escopeta: Remington 870

- Fusil de Francotirador: CheyTac Intervention, M110 Semi-Automatic Sniper System

- Lanzacohetes: Granada propulsada por cohete

- Arma montable: Masterkey, M203

## Desarrollo
Los antagonistas de Homefront fueron pensados originalmente para ser chinos, pero fueron sustituidos más tarde por una Corea unificada.
La versión final de la línea de tiempo de Homefront fue lanzada a finales de enero de 2011.

## Recepción
Homefront recibió críticas mixtas positivas para todas las plataformas, con la mayoría de los críticos elogiando la atmósfera y la historia, así como elogiando al modo multijugador, mientras la crítica se ha centrado en la corta duración de la campaña para un solo jugador.